# Contea di Taiqian
La contea di Taiqian (台前县S, Táiqián XiànP) è una contea della Cina, situata nella provincia di Henan e amministrata dalla prefettura di Puyang.